# Tyska F3-mästerskapet 1990
Tyska F3-mästerskapet 1990 kördes över elva omgångar. Michael Schumacher tog titeln, vilket var hans sista titel i en juniorklass.

## Delsegrare
| Datum       | Bana           | Vinnare            |
| ----------- | -------------- | ------------------ |
| 31 mars     | Zolder         | Wolfgang Kaufmann  |
| 7 april     | Hockenheim     | Otto Rensing       |
| 21 april    | Nürburgring    | Wolfgang Kaufmann  |
| 5 maj       | Avus           | Michael Schumacher |
| 2 juni      | Wunstorf       | Michael Schumacher |
| 30 juni     | Norisring      | Otto Rensing       |
| 14 juli     | Österreichring | Michael Schumacher |
| 4 augusti   | Diepholz       | Michael Schumacher |
| 18 augusti  | Nürburgring    | Michael Schumacher |
| 1 september | Nürburgring    | Peter Zakowski     |
| 13 oktober  | Hockenheim     | Mika Häkkinen      |

## Slutställning
| Plats | Förare             | Poäng |
| ----- | ------------------ | ----- |
| 1     | Michael Schumacher | 148   |
| 2     | Otto Rensing       | 117   |
| 3     | Wolfgang Kaufmann  | 81    |
| 4     | Klaus Panchyrz     | 73    |
| 5     | Jörg Müller        | 65    |
| 6     | Peter Zakowski     | 61    |
| 7     | Ralf Kellners      | 50    |
| 8     | Marco Werner       | 47    |